# Pterolophia forticornis
Pterolophia forticornis är en skalbaggsart som beskrevs av Stefan von Breuning 1938. Pterolophia forticornis ingår i släktet Pterolophia och familjen långhorningar. Inga underarter finns listade i Catalogue of Life.